# Castelo de Clermont (Isère)

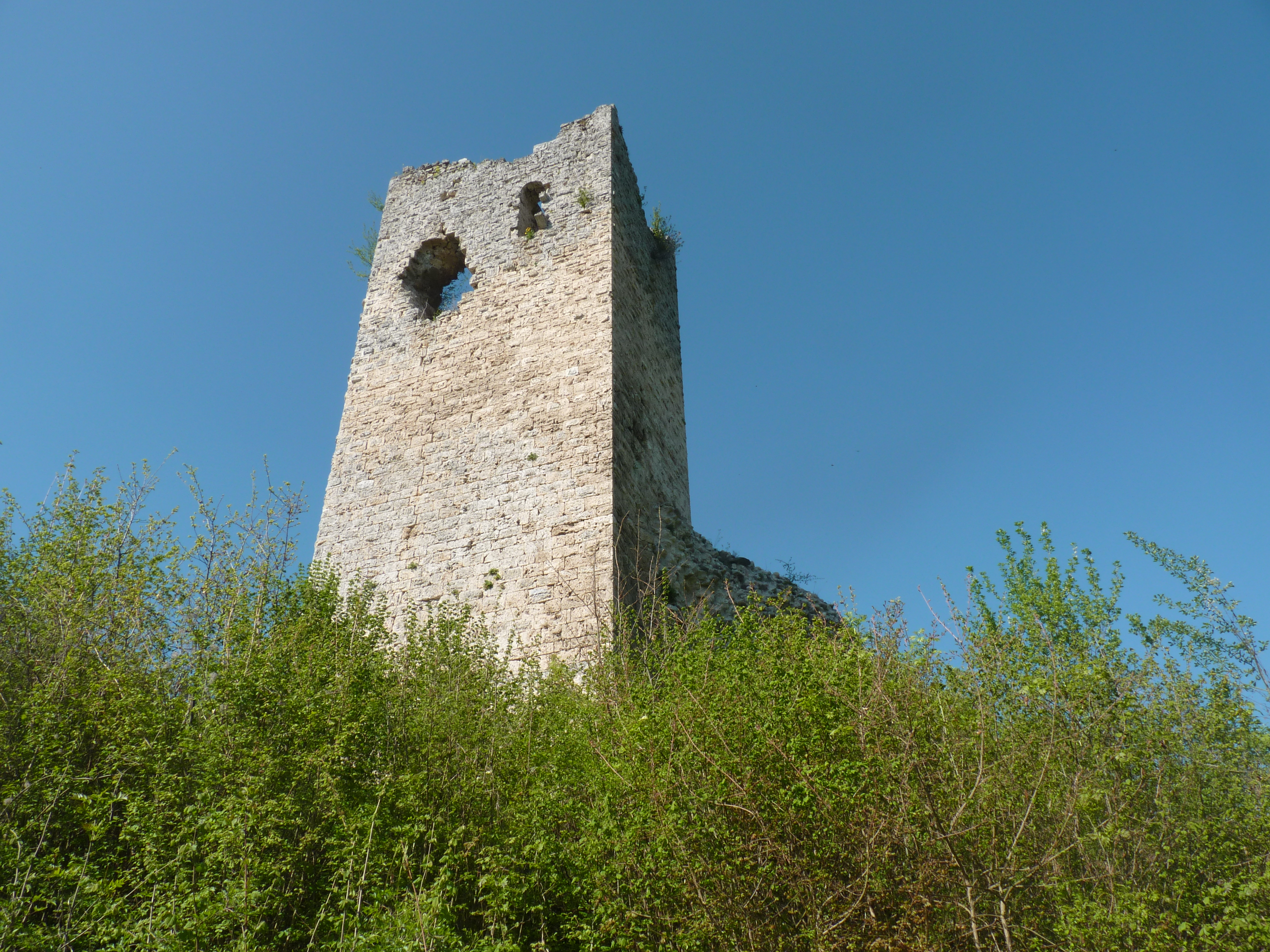
Torre de Clermont

O Château de Clermont (também conhecido localmente como Torre de Clermont) é um castelo em ruínas do século XI na comuna de Chirens, no departamento de Isère, na França.
A partir do século X, Chirens pertenceu à família Clermont-Tonnerre, e eles construíram um castelo na colina Clermont com vista para o vale de Chirens. O castelo foi construído com uma abóbada tripla e com uma torre de menagem pentagonal irregular. O castelo parece ter sido abandonado no início do século XVI e foi desmantelado em 1626 por ordem real inspirada pelo Cardeal Richelieu, juntamente com outros castelos que já não serviam para defender a França. Apenas a torre de menagem (que ainda pertence à família Clermont-Tonnerre) existe hoje.
Está classificado desde 1983 como monumento histórico pelo Ministério da Cultura da França.